# Дівоча вежа (Ісмаїлли)
Дівоча вежа (азерб. Qız qalası) — залишки середньовічної фортеці, розташовані на відстані 3 кілометри на північ від села Ханага Ісмаїллинського району. Руїни фортеці знаходяться на вершині крутої скелі. Точна дата спорудження фортеці невідома. Історики відносять її до XI—XII століть.

## Архітектура
Площа загальної території, займаної фортецею Гиз Галаси, становить 1,5 гектара. План фортеці має складну форму. При будівництві оборонної споруди використовувалися камінь і випечена цегла. Зовнішня частина фортифікаційної споруди розташована в долині Карасу. Довжина цієї частини фортеці становить 28,6 метра, висота — 7,7 метра, товщина стін в цьому місці 1,8 метра. В центрі були розташовані арочні ворота.
Будівництво фортеці на цій території було здійснено з метою захисту гірського переходу.
Внутрішня частина фортеці займає площу 300 квадратних метрів і займає домінуюче становище. Вона межує зі східною стіною зовнішньої фортеці, а з іншого боку фортеці є крутий обрив. За припущеннями істориків, від цього оборонного комплексу йшов підземний тунель довжиною 7 кілометрів аж до фортеці Джаваншира.